# Cartigny (Somme)
Cartigny é uma comuna francesa na região administrativa de Altos da França, no departamento de Somme. Estende-se por uma área de 15,15 km². Em 2010 a comuna tinha 753 habitantes (densidade: 49,7 hab./km²).